# پروکوپوف (ناحیه زنویمو)
پروکوپوف (به چکی: Prokopov) یک منطقهٔ مسکونی در جمهوری چک است که در ناحیه زنویمو واقع شده‌است. پروکوپوف ۲٫۴۵ کیلومتر مربع مساحت و ۱۰۲ نفر جمعیت دارد و ۳۸۸ متر بالاتر از سطح دریا واقع شده‌است.